# 羅基斯普林斯 (密西西比州)
羅基斯普林斯（英語：Rocky Springs）是位於美國密西西比州克萊本縣的鬼鎮。

## 歷史
羅基斯普林斯的郵局於1819年設立，其後於1932年停運。

## 地理
羅基斯普林斯所處的海拔為高於海平面95米（即312英呎），而該地所採用的時區為UTC-6，即北美中部時區（CST）。同時該地設有夏令時間，為UTC-6調快一小時，即UTC-5（CDT）。